# رؤیا میرعلمی
رؤیا میرعلمی (زادهٔ ۱۰ شهریور ۱۳۵۷ در قزوین) بازیگر ایرانی است. او فارغ‌التحصیل مقطع کارشناسی طراحی صحنه از دانشکده هنرهای زیبا دانشگاه تهران است. بیشتر فعالیت‌های او در حوزه تئاتر است. او برای بازی در مجموعهٔ شمعدونی (۱۳۹۴) در میان عموم شناخته شد و برای بازی در سریال لیسانسه‌ها (۱۳۹۵–۱۳۹۸) جایزهٔ بهترین بازیگر زن کمدی از جشن حافظ را کسب کرد.

## فیلم‌شناسی

### سینما
- برادر (۱۳۸۷)
- بیداری (۱۳۸۷)
- صبح روز هفتم (۱۳۸۷)
- آقا یوسف (۱۳۸۹)
- خواب زده‌ها (۱۳۹۲)
- سینما شهر قصه (۱۳۹۸)
- کفایت مذاکرات (۱۴۰۳)
- جزایر قناری (۱۴۰۳)

### تلویزیون
| عنوان            | کارگردان                        | توضیحات           |
| ---------------- | ------------------------------- | ----------------- |
| قول مردانه       | قربانعلی طاهرفر                 | ۱۴۰۴ شبکه سه      |
| مهیار عیار       | سیدجمال سیدحاتمی                | ۱۴۰۳ شبکه سه      |
| محرمانه          | محمود معظمی                     | ۱۴۰۳ شبکه سه      |
| مستوران          | مسعود آب پرور، سیدجمال سیدحاتمی | ۱۴۰۱ شبکه یک      |
| صفر بیست و یک    | سیامک انصاری، جواد رضویان       | ۱۳۹۹ شبکه سه      |
| سرزده            | بهادر اسدی                      | ۱۳۹۹ شبکه یک      |
| فوق لیسانسه‌ها    | سروش صحت                        | ۱۳۹۸ شبکه سه      |
| ترور خاموش       | احمد معظمی                      | ۱۳۹۸ شبکه یک      |
| شش قهرمان و نصفی | حسین قناعت                      | ۱۳۹۸ شبکه پنج     |
| دلدادگان         | منوچهر هادی                     | ۱۳۹۷ شبکه سه      |
| لیسانسه‌ها        | سروش صحت                        | ۱۳۹۵–۱۳۹۶ شبکه سه |
| شمعدونی          | سروش صحت                        | ۱۳۹۴ شبکه سه      |
| عصر پاییزی       | اصغر نعیمی                      | ۱۳۹۲              |
| زمانه            | حسن فتحی                        | ۱۳۹۱ شبکه سه      |
| حیرانی           | امید بنکدار، کیوان علی‌محمدی     | ۱۳۹۰              |

### نمایش خانگی
| عنوان       | کارگردان      | پخش  |
| ----------- | ------------- | ---- |
| جوکر ۲      | احسان علیخانی | ۱۴۰۳ |
| اسکار       | مهران مدیری   | ۱۴۰۳ |
| شب‌آهنگی     | حامد آهنگی    | ۱۴۰۳ |
| شبهای مافیا | سعید ابوطالب  | ۱۳۹۹ |

## نمایش (اجراها)[نیازمند منبع]
- عامدانه عاشقانه قاتلانه (۱۴۰۴)
- پپرونی برای دیکتاتور (۱۴۰۳)
- وقتی کبوترها ناپدید شدند (۱۳۹۸)
- مادر (۱۳۹۸)
- تراس (۱۳۹۸)
- زندانی خیابان دوم (۱۳۹۶)
- روز عقیم (۱۳۹۶)
- اتاق (۱۳۹۶)
- سعدی تابستان سی‌ودو (۱۳۹۵)
- همسایه ی آقا (۱۳۹۵)
- راپورت‌های شبانه دکتر مصدق (۱۳۹۵)
- ناسور (۱۳۹۵)
- جان گز (۱۳۹۴)
- مضحکه شبیه قتل (۱۳۹۴)
- شایعات (۱۳۹۲)
- زمین لرزه (۱۳۹۲)
- شوره زار (۱۳۹۲)
- مشروطه بانو (۱۳۹۰)
- همه فرزندان خانم آغا (۱۳۸۹)
- مادر مانده (۱۳۸۸)
- اهل قبور (۱۳۸۸)
- مهر هفتم (۱۳۸۸)
- بیداری خانهٔ نسوان (۱۳۸۷)
- آتن-مسکو (۱۳۸۷)
- خواب بیوقت حوریه (۱۳۸۷)
- بیداری خانه نسوان (۱۳۸۷)
- طناب (۱۳۸۵)
- همسایهٔ آقا (۱۳۸۵)
- تکیهی ملت (۱۳۸۴)
- دن کامیلو (۱۳۸۴)
- تیاتر اجباری (۱۳۸۳)
- حرفی به جای حرفی دیگر (۱۳۸۲)
- قرمز و دیگران (۱۳۸۲)
- پنهانخانه پنج در (۱۳۷۹)
- خیشخانه (۱۳۷۸)
- بازیخانه (۱۳۷۸)
- واقعه در مجلس سودابه خوانی (۱۳۷۸)

## جوایز
- جایزه سوم بازیگری جشنواره بین‌المللی تئاتر فجر برای نمایش " رژیسورها نمی‌میرند (۱۳۷۹)
- جایزه اول بازیگری جشنواره بین‌المللی تئاتر فجر برای نمایش "زمین لرزه"
- جایزه بهترین بازیگر کمدی جشن حافظ برای سریال لیسانسه‌ها
- جایزه اول بازیگری جشنواره بین‌المللی تئاتر فجر برای تله تئاتر "بچه‌های من آفریقای من"
- هفت دوره کاندیدای بهترین بازیگر تئاتر در جشن بازیگران خانه تئاتر برای نمهایش‌های - مضحکه شیبه قتل - تکیه دیوار ملت- - بیداری خانه نسوان - همسایه آقا- شایعات و زمین لرزه[۴]